# Burseryds dopfunt
Burseryds kyrkas dopfunt eller Burserydsfunten (signum: Sm 50 M) är en medeltida dopfunt från sent 1200-tal av sandsten i Burseryds kyrka, Burseryds socken och Gislaveds kommun i Småland. 
Den är 80 cm hög, 82-89 cm i diameter med en inre diameter av 60 cm och ett djup av 28 cm. Runorna, som är fem till sex centimeter höga är inhuggna på ett av fyra fält på cuppan. Dopfunten som nu finns i kyrkan är en kopia. Originalet finns på Statens Historiska Museum.

## Inskriften
Translitterering av runraden:
: arinbiorn ÷ gørthe ÷ mi(k) ÷¶ uitku^nder ÷ prest^er ÷ skref : m(i)(k) :¶ ok ÷ hær ÷ skal : um ÷ st^u^nd ÷ stanta ÷
Normalisering till äldre fornsvenska:
Arinbiorn gærði mik, Viðkunnr præstr skræif mik, ok her skal um stund standa.
Översättning till nusvenska:
Arinbjörn gjorde mig, Vidkunn präst skrev mig, och här skall (jag) stå en tid.